# Gloria Lago
Gloria Lago (Vigo, Galicia, España, 12 de septiembre de 1960) es una filóloga, profesora y escritora española. Es la presidente de la Asociación Hablamos Español y antes lo era de Galicia Bilingüe, que se integra en Hablamos Español.

## Biografía
Reside en Vigo, ciudad en la que nació. Los veranos de su infancia y adolescencia transcurrieron en diversos países de Europa. Además de gallego y español, habla inglés, francés y alemán. Se licenció en Filología Inglesa y posteriormente se especializó en crítica literaria. Desde los veinticuatro años es profesora de bachillerato, actualmente en el IES San Tomé de Freixeiro de Vigo. En 2010 publicó la novela "El reloj de cuco" que ahora ha vuelto a editar como libro electrónico.
Gloria Lago fue galardonada con el Premio al Mérito en la Defensa de España, que concede la Universidad San Pablo CEU.

### Hablamos Español
Desde 2017 es presidente de la Asociación Hablamos Español, que tiene como fin primordial lograr la aprobación de una ley de ámbito nacional que garantice la libertad de elección de lengua, que las administraciones sean bilingües, y que no se prime el conocimiento de una lengua a la competencia profesional.

### Galicia Bilingüe
Galicia Bilingüe era una asociación ciudadana sin ánimo de lucro que trabaja a favor de la libertad de elección de lengua en Galicia en la enseñanza y la Administración. Sus fines eran los mismos que los de Hablamos Español, pero se circunscribían a la Comunidad Autónoma de Galicia.
Desde la asociación defiende el derecho de la población gallega a elegir la lengua en que quieren que sus hijos sean educados". Desde su posición, también ha proclamado la existencia de un  adoctrinamiento nacionalista en la enseñanza y la ausencia de bilingüismo en la comunicación y medios digitales de la administración gallega.
Su activismo le ha granjeado la oposición de activistas nacionalistas y las críticas de grupos independentistas, contra los que necesitó protección de las Fuerzas del Orden. En varias ocasiones fue objetivo de boicots y amenazas derivadas de sus funciones en Galicia Bilingüe, por parte de grupos ciudadanos asociados al movimiento independentista gallego.

## Otros afines
Fue directora de la revista sociocultural y de divulgación crítica "Vosotros" que edita Galicia Bilingüe y que se difunde en sus dos versiones, en gallego y español. Ha publicado artículos en La Voz de Galicia, Faro de Vigo, El País, El Mundo, La Opinión de Coruña y El Correo Gallego entre otros, además de múltiples apariciones en televisión: 